# Laurie Tamara Simpson
Laurie Tamara Simpson Rivera (San Juan, 26 ottobre 1969) è una modella portoricana incoronata Miss International 1987.
Prima di vincere Miss International, la bionda Laurie Simpson aveva partecipato a numerosi altri concorsi di bellezza. Nata a San Juan, era stata una delle finaliste di Miss Porto Rico nel 1986, ed era stata scelta per rappresentare Porto Rico nei concorsi internazionali dell'anno successivo, dato che quell'anno non fu organizzato alcun Miss Porto Rico. Si piazzò quinta a Miss Universo 1987, prima di vincere Miss International. Fu anche incoronata Nuestra Belleza nel 1991.
Dopo i concorsi viaggiò fra l'America del nord e l'Europa per portare avanti la sua carriera di modella.